# 槇 (楢型駆逐艦)
|                  | |
| 艦歴             | |
| 計画             | 1917年度 |
| 起工             | 1917年10月16日 |
| 進水             | 1917年12月28日 |
| 就役             | 1918年4月7日 |
| 除籍             | 1934年4月1日 |
| その後           | 1936年5月6日海軍工機学校保管船 |
| 性能諸元（計画） | |
| 排水量           | 基準：770トン 常備：850トン |
| 全長             | 全長：290 ft 0 in (88.39 m) 垂線間長：275 ft 0 in (83.82 m)                                                                            |
| 全幅             | 25 ft 4 in (7.72 m) |
| 吃水             | 7 ft 10 in (2.39 m) |
| 機関             | 推進：2軸 x 730rpm 主機：ブラウン・カーチス式単式直結タービン 2基 出力：17,500馬力 ボイラー：ロ号艦本式缶 重油専焼2基、石炭重油混焼2基 |
| 速力             | 31.5ノット |
| 燃料             | 重油212トン、石炭98トン |
| 航続距離         | 3,000カイリ / 14ノット |
| 乗員             | 竣工時定員 112名 |
| 兵装             | 45口径三年式12cm単装砲3門 三年式機砲(6.5mm機銃) 2挺 45cm3連装魚雷発射管2基6門                                                          |
| 搭載艇           | 4隻 |

槇（まき）は、大日本帝国海軍の駆逐艦で、楢型駆逐艦の4番艦である。同名艦に松型駆逐艦の「槇」があるため、こちらは「槇 (初代)」や「槇I」などと表記される。

## 艦歴
1917年（大正6年）10月16日、佐世保海軍工廠で起工。同年12月28日進水。1918年（大正7年）4月7日竣工。
1934年（昭和9年）4月1日除籍。1936年（昭和11年）5月6日に海軍工機学校保管船となる。

## 艦長
※『日本海軍史』第9巻・第10巻の「将官履歴」及び『官報』に基づく。
艤装員長
- 有地十五郎 少佐：1917年12月1日 - 1918年1月21日
- （兼）有地十五郎 少佐：1918年1月21日 - 4月30日

駆逐艦長
- 有地十五郎 少佐：1918年1月21日 - 5月1日
- 小沢潔 少佐：1918年5月1日[7] - 7月2日[8]
- （心得）長井実養 大尉：1918年7月2日[8][9] -
- 今泉美啓 少佐：1918年12月1日[10] - 1919年12月1日[11]
- 松田鹿三 少佐：1919年12月1日[11] - 1920年12月1日[12]
- 大島平 少佐：1920年12月1日[12] - 1921年11月10日[13]
- 山中順一 少佐：1921年11月10日[13] - 1923年11月10日[14]
- （心得）日野昇一 大尉：1923年11月10日[14] - 1923年12月1日[15]
- 日野昇一 少佐：1923年12月1日[15] - 1925年5月15日[16]
- 田村劉吉 大尉：1925年10月15日 - 1926年12月1日
- 木村昌福 少佐：1926年12月1日 - 1929年5月10日
- 新美和貴 少佐：1929年5月10日 - 1930年6月20日
- 牟田口格郎 少佐：1930年6月20日 - 1931年10月31日
- （兼）寺西武千代 大尉：1931年10月31日[17] - 12月1日[18]
- 曽木与吉 大尉：1931年12月1日[18] - 1932年2月5日[19]
- （兼）宮崎定栄 大尉：1932年2月5日[19] - 1932年4月1日[20]